# 末広矩行
末広 矩行（すえひろ のりゆき、3月5日 - ）は、日本の男性ナレーター、声優。福岡県出身。シグマ・セブン所属。

## 略歴
西南学院大学文学部外国語学科卒業。
主に情報番組を中心としたナレーションに携わっている。

## 出演

### テレビ番組
- 速報!Jリーグ→Jリーグタイム（一部試合結果ナレーション　NHK衛星第1テレビジョン）
- ニュースの森（TBSテレビ）
- F2スマイル（フジテレビジョン）
- スーパーJチャンネル（テレビ朝日）
- まるごと健康テレビ（通販番組）
- その他スポーツ中継の実況

### 吹き替え
- ザ・ミッション（シン）